# Premio al mejor Baloncestista Masculino del Año de la East Coast Conference
El Premio al mejor Baloncestista Masculino del Año de la East Coast Conference (en inglés, East Coast Conference Men's Basketball Player of the Year) es un galardón que otorga la East Coast Conference al jugador de baloncesto masculino más destacado del año. El premio fue entregado por primera vez en la temporada 1974–75 y finalizó en la 1993–94 tras la desaparición de la conferencia. En 1994, la East Coast Conference fue absorbida por la Mid-Continent Conference.
A lo largo de la historia del premio hubieros tres años con doble ganador, en 1982 y 1987. En el primer año del galardón, la ECC nombró a los mejores jugadores del año de cada división, con Wilbur Thomas de American como mejor jugador del Este, y Henry Horne de Lafayette del Oeste.
Michael Brooks de La Salle, ganó el premio en tres ocasiones (1978, 1979 y 1980) y fue también nombrado Jugador del Año de la NABC (1980). Michael Anderson de Drexel y Kurk Lee de Towson State, ganaron el premio en dos ocasiones.

## Ganadores
| †           | Co-Jugadores del Año |
| *           | Ganador del premio al mejor universitario del año: el Naismith College Player of the Year, el Jugador del Año de la NABC o el John R. Wooden Award |
| Jugador (X) | Denota el número de veces que ha conseguido el galardón                                                                                            |

| Temporada | Jugador                    | Universidad                | Posición                   | Curso                      |
| --------- | -------------------------- | -------------------------- | -------------------------- | -------------------------- |
| 1974–75†  | Henry Horne                | Lafayette                  | Ala-Pívot / Pívot          | Senior                     |
| 1974–75†  | Wilbur Thomas              | American                   | Ala-Pívot / Alero          | Senior                     |
| 1975–76   | Todd Tripucka              | Lafayette                  | Escolta                    | Senior                     |
| 1976–77   | Rich Laurel                | Hofstra                    | Alero                      | Senior                     |
| 1977–78   | Michael Brooks             | La Salle                   | Alero                      | Sophomore                  |
| 1978–79   | Michael Brooks (2)         | La Salle                   | Alero                      | Junior                     |
| 1979–80   | Michael Brooks* (3)        | La Salle                   | Alero                      | Senior                     |
| 1980–81   | Len Hatzenbeller           | Drexel                     | Pívot                      | Senior                     |
| 1981–82†  | Granger Hall               | Temple                     | Pívot                      | Sophomore                  |
| 1981–82†  | Mark Nickens               | American                   | Escolta                    | Junior                     |
| 1982–83   | David Taylor               | Hofstra                    | Ala-Pívot                  | Senior                     |
| 1983–84   | Richard Congo              | Drexel                     | Ala-Pívot                  | Senior                     |
| 1984–85   | Jaye Andrews               | Bucknell                   | Escolta                    | Senior                     |
| 1985–86   | Michael Anderson           | Drexel                     | Base                       | Sophomore                  |
| 1986–87†  | Daren Queenan              | Lehigh                     | Alero                      | Junior                     |
| 1986–87†  | Ron Simpson                | Rider                      | Alero                      | Junior                     |
| 1987–88   | Michael Anderson (2)       | Drexel                     | Base                       | Senior                     |
| 1988–89   | Kurk Lee                   | Towson State               | Escolta                    | Junior                     |
| 1989–90   | Kurk Lee (2)               | Towson State               | Escolta                    | Senior                     |
| 1990–91   | Devin Boyd                 | Towson State               | Base                       | Junior                     |
| 1991–92   | Terrance Jacobs            | Towson State               | Base / Escolta             | Senior                     |
| 1992–93   | No fue entregado el premio | No fue entregado el premio | No fue entregado el premio | No fue entregado el premio |
| 1993–94   | Reggie Smith               | Northeastern Illinois      | Escolta                    | Senior                     |

## Ganadores por universidad
| Universidad (en ECC desde)   | Premios | Años                   |
| ---------------------------- | ------- | ---------------------- |
| Drexel (1958)                | 4       | 1981, 1984, 1986, 1988 |
| Towson State (1982)          | 4       | 1989, 1990, 1991, 1992 |
| La Salle (1958)              | 3       | 1978, 1979, 1980       |
| American (1965)              | 2       | 1975†, 1982†           |
| Hofstra (1965)               | 2       | 1977, 1983             |
| Lafayette (1958)             | 2       | 1975†, 1976            |
| Bucknell (1958)              | 1       | 1985                   |
| Lehigh (1958)                | 1       | 1987†                  |
| Northeastern Illinois (1993) | 1       | 1994                   |
| Rider (1966)                 | 1       | 1987†                  |
| Temple (1958)                | 1       | 1982†                  |